# امپراتور چینزونگ

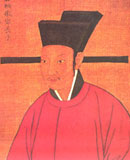
امپراتور چینزونگ

امپراتور چینزونگ (۲۳ مه ۱۱۰۰–۱۴ ژوئن ۱۱۶۱ میلادی) نهمین امپراتور دودمان سونگ و آخرین امپراتور سونگ شمالی بود.
امپراتور چینزونگ بزرگترین پسر امپراتور هوئی زونگ بود که از ۱۱۲۶ تا ۱۱۲۷ میلادی سلطنت کرد.

## اقدامات
امپراتور چینزونگ در ابتدای سلطنت خویش با هجوم دودمان جین مواجه شد. او فرماندهٔ لایقی نبود و تصمیمات درستی اتخاذ نمی‌کرد. جورچن‌ها که درخواست‌های امپراتور را مبنی بر عهدنامهٔ صلح رد کرده بودند، در ۱۱۲۷ میلادی شهر کایفنگ را فتح کردند و امپراتور چینزونگ ۲۶ ساله را اسیر کردند. در پی این واقعه، دودمان سونگ شمالی منقرض شد.

## مرگ
چینزونگ سرانجام در ۱۱۶۱ میلادی به صورت مردی ضعیف و بیمار در سن ۶۱ سالگی درگذشت.